# GOLDEN BEST
『GOLDEN BEST』（ゴールデン・ベスト）は、1999年7月に井上陽水がリリースしたベスト・アルバムである。『GOLDEN BEST SUPER』（ゴールデン・ベスト・スーパー）についても本項で併記する。

## 解説
- 初期から最近のものまで井上陽水のヒット曲の数々を収録した2枚組のアルバムである。かつて所属していたポリドール時代の音源も収録している。
- この作品はオリコンチャート第1位を獲得し、2009年12月現在140万枚を越すセールスを記録している。
- オリコン週間アルバムチャートでは、1999年9月13日付で1位（前週2位）を記録している[1]。
- 同チャート登場5週目2位10万9,240枚、6週目(9.13)1位、7週目4位10万7,960枚、8週目3位9万8,270枚で累計85万6,810枚。
- 2003年に出荷枚数200万枚突破を記念して、『GOLDEN BEST』以降の楽曲とライヴ音源を収録したDisc 3を追加して、『GOLDEN BEST SUPER』として発売された。2003年8月までの期間限定生産盤のため、現在は生産完了となっている。
- 翌2000年には裏ベストにあたる、『GOLDEN BAD』も発売された。
- 累計売上は209万枚[2]。

## 収録曲

### Disc 1
1. 少年時代（作詞：井上陽水 / 作曲・編曲：井上陽水・平井夏美）
  - 『ハンサムボーイ』より。
2. ありがとう／井上陽水奥田民生（作詞・作曲：井上陽水・奥田民生 / 編曲：井上陽水奥田民生）映画『少年時代』主題歌。
  - 『ショッピング』（井上陽水奥田民生）より。
3. Make-up Shadow（作詞：井上陽水 / 作曲：彩目映 / 編曲：佐藤準）
  - 『UNDER THE SUN』より。TOYOTA・ブレイドTVCM曲。
4. アジアの純真／井上陽水奥田民生（作詞：井上陽水 / 作曲：奥田民生 / 編曲：井上陽水奥田民生）
  - 『ショッピング』（井上陽水奥田民生）より。
5. 最後のニュース（作詞・作曲：井上陽水 / 編曲：井上陽水・バナナ-U･G-カワシマ）
  - 『ハンサムボーイ』より。
6. 傘がない（作詞・作曲：井上陽水 / 編曲：星勝）
  - 『断絶』より。
7. 氷の世界（作詞・作曲：井上陽水 / 編曲：星勝）
  - 『氷の世界』より。
8. 夢の中へ（作詞・作曲：井上陽水 / 編曲：星勝）
  - オリジナルアルバム未収録曲「夢の中へ」（シングル）より。
9. リバーサイド ホテル（作詞・作曲：井上陽水 / 編曲：星勝）
  - 『LION & PELICAN』より。
10. 心もよう（作詞・作曲：井上陽水 / 編曲：星勝）
  - 『氷の世界』より。
11. 5月の別れ（作詞・作曲：井上陽水 / 編曲：佐藤準）
  - 『UNDER THE SUN』より。
12. いっそ セレナーデ（作詞・作曲：井上陽水 / 編曲：星勝）
  - 『9.5カラット』より
13. クレイジーラブ（作詞・作曲：井上陽水 / 編曲：鈴木茂）
  - 『EVERY NIGHT』より。
14. 飾りじゃないのよ涙は（作詞・作曲：井上陽水 / 編曲：久石譲）
  - 『9.5カラット』より。
15. ジェラシー（作詞・作曲：井上陽水 / 編曲：星勝）
  - 『あやしい夜をまって』より。
16. 青空、ひとりきり（作詞・作曲：井上陽水 / 編曲：矢野誠）
  - 『招待状のないショー』より。
17. 新しいラプソディー（作詞・作曲：井上陽水 / 編曲：星勝）
  - オリジナルアルバム未収録曲「新しいラプソディー」（シングル）より。
18. 長い坂の絵のフレーム（作詞・作曲・編曲：井上陽水）
  - 『九段』より。

### Disc 2
1. とまどうペリカン（作詞・作曲：井上陽水 / 編曲：星勝）
  - 『LION & PELICAN』より。
2. カナリア（作詞・作曲：井上陽水 / 編曲：川島裕二）
  - 『LION & PELICAN』より。
3. ダンスはうまく踊れない（作詞・作曲：井上陽水 / 編曲：久石譲）
  - 『9.5カラット』より。
4. 娘がねじれる時（作詞・作曲：井上陽水 / 編曲：高中正義）
  - 『スニーカーダンサー』より。
5. なぜか上海（作詞・作曲：井上陽水 / 編曲：高中正義）
  - 『スニーカーダンサー』より。
6. 英雄（作詞・作曲・編曲：井上陽水）
  - 『九段』より。
7. ワカンナイ（作詞・作曲：井上陽水 / 編曲：後藤次利）
  - 『LION & PELICAN』より。
8. ワインレッドの心（作詞：井上陽水 / 作曲：玉置浩二 / 編曲：萩田光雄）
  - 『9.5カラット』より。
9. 夏の終りのハーモニー／井上陽水・安全地帯（作詞：井上陽水 / 作曲：玉置浩二 / 編曲：星勝・安全地帯・中西康晴）
  - 『安全地帯V』（安全地帯）より。
10. TEENAGER（作詞：井上陽水 / 作曲：井上陽水・平井夏美 / 編曲：藤井丈司）
  - 『九段』より。
11. Tokyo（作詞：井上陽水 / 作曲：井上陽水・平井夏美 / 編曲：井上鑑）
  - 『ハンサムボーイ』より。
12. タイランド ファンタジア（作詞・作曲・編曲：井上陽水）
  - 『永遠のシュール』より。
13. 帰れない二人（作詞・作曲：井上陽水・忌野清志郎 / 編曲：星勝）
  - 『心もよう』より。映画『東京上空いらっしゃいませ』主題歌。
14. Just Fit（作詞・作曲：井上陽水 / 編曲：星勝）
  - 『ガイドのいない夜』より。
15. 人生が二度あれば（作詞・作曲：井上陽水 / 編曲：星勝）
  - 『断絶』より。
16. 結詞（作詞・作曲：井上陽水 / 編曲：川島裕二）
  - 『ガイドのいない夜』より。
17. 積み荷のない船（作詞：井上陽水 / 作曲：井上陽水・浦田恵司 / 編曲：浦田恵司）
  - オリジナルアルバム未収録曲「TEENAGER」（シングル）より。

### Disc 3（『GOLDEN BEST SUPER）
1. とまどうペリカン（LIVE 東京国際フォーラム 03.21）
2. コーヒー・ルンバ
  - 『UNITED COVER』より。
3. 花の首飾り
  - 『UNITED COVER』より。
4. 青空、ひとりきり（LIVE パシフィコ横浜 12.23）
5. 決められたリズム
  - 『カシス』より。
6. ミスキャスト（LIVE 東京国際フォーラム 03.21）
7. LOVE（LIVE 福岡国際センター 01.21）
8. ミスコンテスト（LIVE ブルーノート 01.06 2nd）
9. 氷の世界（LIVE 東京国際フォーラム 03.21）
10. 海へ来なさい（LIVE 東京国際フォーラム 03.21）